# L'esprit s'amuse (film, 1945)
Pour les articles homonymes, voir L'esprit s'amuse.
Pour plus de détails, voir Fiche technique et Distribution.
L'esprit s'amuse ou L'Espiègle revenante en Belgique (Blithe Spirit) est un film britannique réalisé par David Lean et sorti en 1945. Il s'agit de l'adaptation de la pièce de théâtre du même nom de Noël Coward (qui participe également à l'écriture du scénario).

## Synopsis
Cherchant à se documenter pour un exposé sur la communication avec l'au-delà, l'écrivain Charles Condomine engage une médium du nom de Madame Arcati et l'invite à venir donner une séance de spiritisme chez lui. Alors que Condomine, sa femme, et leurs invités ont grand-peine à contenir leurs rires, l'excentrique Arcati joue le grand jeu avec des rituels singuliers et en donnant dans la caricature. Au moment où la séance arrive à son terme, Arcati de toute évidence est troublée par quelque chose d'inhabituel, mais l'écrivain et ses invités doutent que quoi que ce soit d'extraordinaire se soit passé…
Durant la séance cependant, l'esprit de la première femme de Condomine, Elvira, a été accidentellement invoqué et fait son entrée dans la maison. L'écrivain, qui est le seul à pouvoir voir Elvira, est à la fois médusé et amusé par cette présence soudaine et inattendue. Des complications surviennent lorsque l'épouse actuelle de Condomine prend conscience du fantôme. L'écrivain finit par trouver la situation de moins en moins drôle, surtout quand il s'aperçoit qu'Elvira projette de l'envoyer, lui, ad Patres. Mais Elvira fait une erreur dans ses calculs et, au bout du compte, c'est Mme Condomine qui décède. C'est par la suite par ses deux femmes que l'écrivain se retrouve hanté !
Arcati est de nouveau contactée pour débarrasser la maison des deux esprits. Dans un premier temps, elle a l'air d'avoir réussi, mais il devient bien vite évident qu'un ou plusieurs esprits sont restés invisibles dans la maison, et que le complot destiné à accueillir M. Condomine dans le royaume des morts pèse toujours. Celui-ci décide rapidement de quitter la maison pour raisons de sécurité, mais sa fuite finira par échouer.

## Fiche technique
- Titre français : L'Esprit s'amuse
- Titre belge : L'Espiègle revenante
- Titre original : Blithe Spirit
- Réalisation : David Lean, assisté de George Pollock
- Scénario : Noël Coward, David Lean, Ronald Neame et Anthony Havelock-Allan, d'après la pièce de théâtre L'esprit s'amuse du premier
- Photographie : Ronald Neame
- Musique : Richard Addinsell
- Montage : Jack Harris
- Production : Noël Coward
- Sociétés de production : Cineguild et Two Cities Films
- Distribution : General Film Distributors (Royaume-Uni), Gaumont-Eagle-Lion (France, Belgique), United Artists (Canada, États-Unis)
- Pays d'origine :  Royaume-Uni
- Format : Couleur (Technicolor) - 1,37:1
- Genres : comédie, fantastique
- Durée : 96 minutes
- Dates de sortie :
  - Royaume-Uni : 14 mai 1945
  - France : 25 janvier 1946

## Distribution
- Rex Harrison : Charles Condomine
- Constance Cummings : Ruth Condomine
- Kay Hammond : Elvira Condomine
- Margaret Rutherford : Madame Arcati
- Hugh Wakefield : Dr. George Bradman
- Joyce Carey : Violet Bradman
- Jacqueline Clarke : Edith

Acteurs non crédités
- Marie Ault : la cuisinière
- Noël Coward : le narrateur
- Ken Richmond : l'extra
- Johnnie Schofield : l'agent de la circulation

## Production
Le tournage a lieu de février à mai 1944. Il se déroule dans le Buckinghamshire, notamment à Denham et ses studios.

## Distinctions
À cause d'une sortie retardée aux États-Unis, L'Esprit s'amuse remporta l'Oscar des meilleurs effets visuels en 1947 seulement. Il fut nommé en 1946 au prix Hugo de la meilleure présentation dramatique, mais le film est sans conteste une comédie.

## Autour du film
Comme la plupart des œuvres de Coward, L'Esprit s'amuse est réputé pour ses dialogues. La réplique suivante est prononcée par Charles Condomine au moment d'une dispute qu'il a avec sa femme lors du petit déjeuner : « Si ce que tu essayes de faire c'est dresser l'inventaire de ma vie sexuelle, pour être honnête avec toi je me dois de te prévenir que tu as omis plusieurs épisodes. Je vais consulter mon agenda et je te donnerai une liste complète après le déjeuner. ». Cette réplique, considérée comme risquée par les censeurs de l'époque, fut supprimée dans les versions du film projetées aux États-Unis.